# TableTop
TableTop è un talk show dedicato ai giochi da tavolo, ideato da Wil Wheaton e Felicia Day e condotto dallo stesso Wheaton.
È pubblicato su Geek & Sundry, il canale YouTube di Felicia Day..

## Storia
All'inizio di ogni puntata Wil Wheaton presenta brevemente le regole di uno più giochi da tavolo ed introduce gli ospiti con i quali giocherà, solitamente personalità televisive o del web.
Una vasta gamma di giochi sono stati presentati da classici giochi in stile tedesco a giochi per famiglie, a giochi di ruolo e di carte.
Il 5 aprile 2014 Wil Wheaton annunciò il lancio di una campagna di crowdfunding su Indiegogo per finanziare la terza stagione, con l'obbiettivo di raggiungere 500.000 dollari per finanziare la produzione di 15 puntate, 750.000 dollari per finanziare 20 puntate e un milione di dollari per produrre una serie derivata dedicata ai giochi di ruolo.. La campagna si chiuse infine con un pieno successo raggiungendo il totale di 1.414.154 dollari.

## Impatto
Le vendite dei giochi che sono comparsi nella serie mostrano un marcato effetto nelle vendite, secondo i dati del distributore Alliance Game Distributor i giochi comparsi nella prima stagione hanno avuto un incremento di vendite del 79%, mentre quelli della seconda stagione del 44% La Days of Wonder ha affermato che nel mese successivo alla trasmissione della prima puntata dello spettacolo le vendite di Small Worlds sono quintuplicate, mentre quelle di Ticket to Ride, presentato nella quarta puntata, hanno avuto un aumento significativo.
Nel 2013 la serie ha ricevuto il Diana Jones Award, e l'ENnie per il miglior podcast per la puntata dedicata a Dragon Age.

## Puntate

### Prima stagione 1
| N  | Gioco                        | Ospiti                                                  | Vincitore(i)                                | Data              | Data edizione estesa |
| -- | ---------------------------- | ------------------------------------------------------- | ------------------------------------------- | ----------------- | -------------------- |
| 1  | Small World                  | Grant Imahara, Jenna Busch, Sean Plott                  | Sean Plott                                  | 30 marzo 2012     | 14 marzo 2013        |
| 2  | I coloni di Catan            | Neil Grayston, Jane Espenson, James Kyson Lee           | Neil Grayston                               | 20 aprile 2012    | -                    |
| 3  | Tsuro, Zombie Dice e Get Bit | Rod Roddenberry, Ryan Higa, Freddie Wong                | Ryan Higa                                   | 4 maggio 2012     | -                    |
| 4  | Ticket to Ride               | Colin Ferguson, Anne Wheaton, Amy Dallen                | Colin Ferguson                              | 18 maggio 2012    | -                    |
| 5  | Munchkin                     | Steve Jackson, Felicia Day, Sandeep Parikh              | Steve Jackson                               | 1 giugno 2012     | -                    |
| 6  | Castle Panic                 | Yuri Lowenthal, Tara Platt, Andre Meadows               | Vittoria della squadra                      | 15 giugno 2012    | 21 marzo 2013        |
| 7  | Gloom                        | Amber Benson, Michele Boyd, Meghan Camarena             | Amber Benson, Meghan Camarena & Wil Wheaton | 29 giugno 2012    | -                    |
| 8  | Fiasco, prima parte          | John Rogers, Alison Haislip, Bonnie Burton              | N/A                                         | 13 luglio 2012    | -                    |
| 9  | Fiasco, seconda parte        | John Rogers, Alison Haislip, Bonnie Burton              | N/A                                         | 27 luglio 2012    | -                    |
| 10 | Say Anything                 | Josh A. Cagan, Matt Mira, Jonah Ray                     | Jonah Ray                                   | 9 agosto 2012     | -                    |
| 11 | Elder Sign                   | Felicia Day, Mike Morhaime, Bill Prady                  | Vittoria della squadra                      | 23 agosto 2012    | -                    |
| 12 | Dixit                        | Casey McKinnon, Beth Riesgraf, Leo Chu                  | Beth Riesgraf                               | 6 settembre 2012  | -                    |
| 13 | Wits & Wagers                | Veronica Belmont, Phil LaMarr, Jimmy Wong               | Veronica Belmont & Jimmy Wong               | 21 settembre 2012 | -                    |
| 14 | Pandemia                     | Robert Gifford, Morgan Webb, Ed Brubaker                | Sconfitta della squadra                     | 4 ottobre 2012    | 28 marzo 2013        |
| 15 | Last Night on Earth          | Riki Lindhome, Kate Micucci, Felicia Day                | Riki Lindhome & Kate Micucci                | 18 ottobre 2012   | -                    |
| 16 | Star Fluxx                   | Alex Albrecht, Chloe Dykstra, Jordan Mechner            | Wil Wheaton                                 | 1 novembre 2012   | -                    |
| 17 | Alhambra                     | Ashley Johnson, Shane Nickerson, Dodger Leigh           | Dodger Leigh                                | 3 gennaio 2013    | -                    |
| 18 | Chez Geek                    | Andrew Hackard, Paul Sabourin, Greg DiCostanzo          | Andrew Hackard                              | 17 gennaio 2013   | -                    |
| 19 | Dragon Age, prima parte      | Sam Witwer, Kevin Sussman, Chris Hardwick, Chris Pramas | N/A                                         | 31 gennaio 2013   | -                    |
| 20 | Dragon Age, seconda parte    | Sam Witwer, Kevin Sussman, Chris Hardwick, Chris Pramas | N/A                                         | 14 febbraio 2013  | -                    |

### Seconda stagione
| N  | Gioco                                        | Ospiti                                                      | Vincitore(i)                     | Data             | Data edizione estesa |
| -- | -------------------------------------------- | ----------------------------------------------------------- | -------------------------------- | ---------------- | -------------------- |
| 1  | Formula Dé                                   | Grace Helbig, Greg Benson, Hannah Hart                      | Hannah Hart                      | 4 aprile 2013    | 27 giugno 2013       |
| 2  | The Resistance                               | Felicia Day, Amy Okuda, Ashley Clements, Allison Scagliotti | Felicia Day & Allison Scagliotti | 18 aprile 2013   | -                    |
| 3  | C'era una volta                              | Amy Berg, Mike Phirman, Chris Wyatt                         | Amy Berg                         | 2 maggio 2013    | -                    |
| 4  | King of Tokyo                                | John Bain, Craig Benzine, Greg Zeschuk                      | Craig Benzine                    | 16 maggio 2013   | -                    |
| 5  | L'isola proibita                             | John Scalzi, Jason Finn, Bobak Ferdowsi                     | Sconfitta della squadra          | 30 maggio 2013   | -                    |
| 6  | Smash Up                                     | Rich Sommer, Cara Santa Maria, Jen Timms                    | Cara Santa Maria                 | 13 giugno 2013   | -                    |
| 7  | Star Trek Catan                              | Jeri Ryan, Kari Wahlgren, Ryan Wheaton                      | Kari Wahlgren                    | 18 luglio 2013   | 19 settembre 2013    |
| 8  | Star Wars: X-Wing                            | Seth Green, Clare Grant, Mike Lamond                        | Seth Green & Clare Grant         | 8 agosto 2013    | 5 giugno 2014        |
| 9  | Lords of Waterdeep                           | Felicia Day, Pat Rothfuss, Brandon Laatsch                  | Pat Rothfuss                     | 22 agosto 2013   | 20 giugno 2014       |
| 10 | Shadows Over Camelot                         | Tara Strong, Jerry Holkins, Mike Krahulik                   | Wil Wheaton                      | 3 ottobre 2013   | -                    |
| 11 | Betrayal at House on the Hill, prima parte   | Ashly Burch, Keahu Kahuanui, Michael Swaim                  | N/A                              | 17 ottobre 2013  | -                    |
| 12 | Betrayal at House on the Hill, seconda parte | Ashly Burch, Keahu Kahuanui, Michael Swaim                  | Wil Wheaton                      | 24 ottobre 2013  | -                    |
| 13 | Takenoko                                     | Harley Morenstein, Rosanna Pansino, Drew Roy                | Harley Morenstein                | 14 novembre 2013 | 12 giugno 2014       |
| 14 | Unspeakable Words                            | Troy Baker, Erin Gray, Felicia Day                          | Troy Baker                       | 28 novembre 2013 | -                    |
| 15 | Qwirkle e 12 Days                            | Kelly Hu, Meredith Salenger, Nolan Kopp                     | Meredith Salenger                | 12 dicembre 2013 | 17 aprile 2014       |
| 16 | Carcassonne                                  | Jesse Cox, Nika Harper, Kumail Nanjiani                     | Wil Wheaton                      | 26 dicembre 2013 | 28 marzo 2014        |
| 17 | Tsuro of the Seas                            | Kevin Pereira, Brendan Halloran, Andy Hull                  | Andy Hull                        | 9 gennaio 2014   | 14 marzo 2014        |
| 18 | Ticket to Ride Europe                        | Emma Caulfield, John Kovalic, Anne Wheaton                  | John Kovalic                     | 23 gennaio 2014  | -                    |
| 19 | Fortune and Glory                            | Brandon Routh, Ryon Day, Felicia Day                        | Wil Wheaton                      | 6 febbraio 2014  | -                    |
| 20 | Lords of Vegas                               | Miracle Laurie, Angela Webber, Aubrey Webber                | Wil Wheaton                      | 20 febbraio 2014 | -                    |

### Terza stagione
Il programma dei giochi e degli ospiti per la terza stagione è stato postato da Wil Wheaton sul suo blog.
| N | Gioco                                                         | Ospiti                                         | Vincitore(i)                 | Data             | Data edizione estesa |
| - | ------------------------------------------------------------- | ---------------------------------------------- | ---------------------------- | ---------------- | -------------------- |
| 1 | Tokaido                                                       | Jason Wishnov, J. August Richards, Chris Kluwe | J. August Richards           | 13 novembre 2014 | -                    |
| 2 | Forbidden Desert                                              | Felicia Day, Alan Tudyk, Jon Heder             | Vittoria della squadra       | 27 novembre 2014 | -                    |
| 3 | Catan Junior                                                  | Emily Anderson, Brett Baligrad, Adam Chernick  | Adam Chernick                | 11 dicembre 2014 | -                    |
| 4 | The Hare and the Tortoise e Council of Verona                 | Jessica Merizan, David Kwong, Alison Haislip   | Jessica Merizan              | 25 dicembre 2014 | -                    |
| 5 | Stone Age                                                     | Nika Harper, Jesse Cox, Jordan Maron           | Jordan Maron                 | 8 gennaio 2015   | -                    |
| 6 | Geek Out                                                      | Anne Wheaton, Bonnie Burton, Clare Kramer      | Anne Wheaton & Bonnie Burton | 22 gennaio 2015  | -                    |
| 7 | Sheriff of Nottingham                                         | Meredith Salenger, Ashley Clements, Derek Mio  | Ashley Clements              | 5 febbraio 2015  | -                    |
| 8 | Dead of Winter: A Crossroads Game                             | Dodger Leigh, Grant Imahara, Ashley Johnson    | Sconfitta della squadra      | 19 febbraio 2015 | -                    |
| 9 | Epic Spell Wars of the Battle Wizards: Duel at Mt. Skullzfyre | Emily Gordon, Jonah Ray, Veronica Belmont      | Emily Gordon                 | 5 marzo 2015     | -                    |